# Шаугон
Шаугон (узб. Shavgon / Шавгон) — посёлок городского типа, расположенный на территории Пешкунского района Бухарской области Республики Узбекистан. Статус посёлка городского типа получил в 2009 году. В посёлке есть детский сад и школа.
На северной окраине поселка находится археологический памятник, городище Шаукан.
В посёлке родился Асад Гулов (тад.: Асад Гулзодаи Бухороӣ, 5/01/1935 — 29/05/2023) — таджикский поэт, лингвист и журналист.